# أرت أندرسون
أرت أندرسون (بالإنجليزية: Art Anderson)‏ هو لاعب كرة قدم أمريكية أمريكي، ولد في 9 أكتوبر 1936 في بريكنريدج في الولايات المتحدة.

## وصلات خارجية
- أرت أندرسون على موقع مرجع كرة القدم المحترفة.كوم (الإنجليزية)